# Февр, Виржини
Виржини́ Февр (фр. Virginie Faivre ; род. 6 сентября 1982 Лозанна) — швейцарская фристайлистка, специализирующаяся в дисциплине хафпайп. Трёхкратная чемпионка мира.

## Карьера
Виржини Февр дебютировала в Кубке мира в 2003 году на домашнем этапе в Швейцарии, где сразу же заняла второе место. В этом же дебютном для себя сезоне швейцарка стала вице-чемпионкой зачёта хафпайпа и третьей в общем зачёте Кубка мира.
В 2005 году Февр впервые выступила на чемпионате мира, но осталась без медали, заняв четвёртое место.
В начале 2009 года швейцарка одержала первую победу, выиграв этап Кубка мира в Ле-Контамин. Месяц спустя она стала чемпионкой мира, выиграв у канадки Меган Ганнинг минимальные 0.2 балла.
Защитить звание чемпионки Февр не смогла из-за того, что не вышла на старт чемпионата мира 2011 года из-за травмы.
В 2013 году Виржини одержала свою вторую победу на этапах мирового кубка, выиграв предолимпийский этап в Сочи. На чемпионате мира в Норвегии швейцарка второй раз стала победительницей, выиграв на этот раз с убедительным преимуществом в три балла.
На Олимпиаде в Сочи швейцарка была одним из главных фаворитов, но не смогла завоевать медаль, став только четвёртой с результатом 78,00, что на 12 баллов меньше, чем у победившей Мэдди Боуман.
На чемпионате мира 2015 года в Крайшберге Виржини Февр выиграла третье золото мировых первенств.
За свою карьеру швейцарка выиграла три малых глобуса в хафпайпе (2007/08, 2008/09, 2012/13) и ещё по разу была в этом зачёте второй и третьей. В общем зачёте лучший результат Февр — второе место в сезоне 2012/13.